# Tòa thị chính Yangon

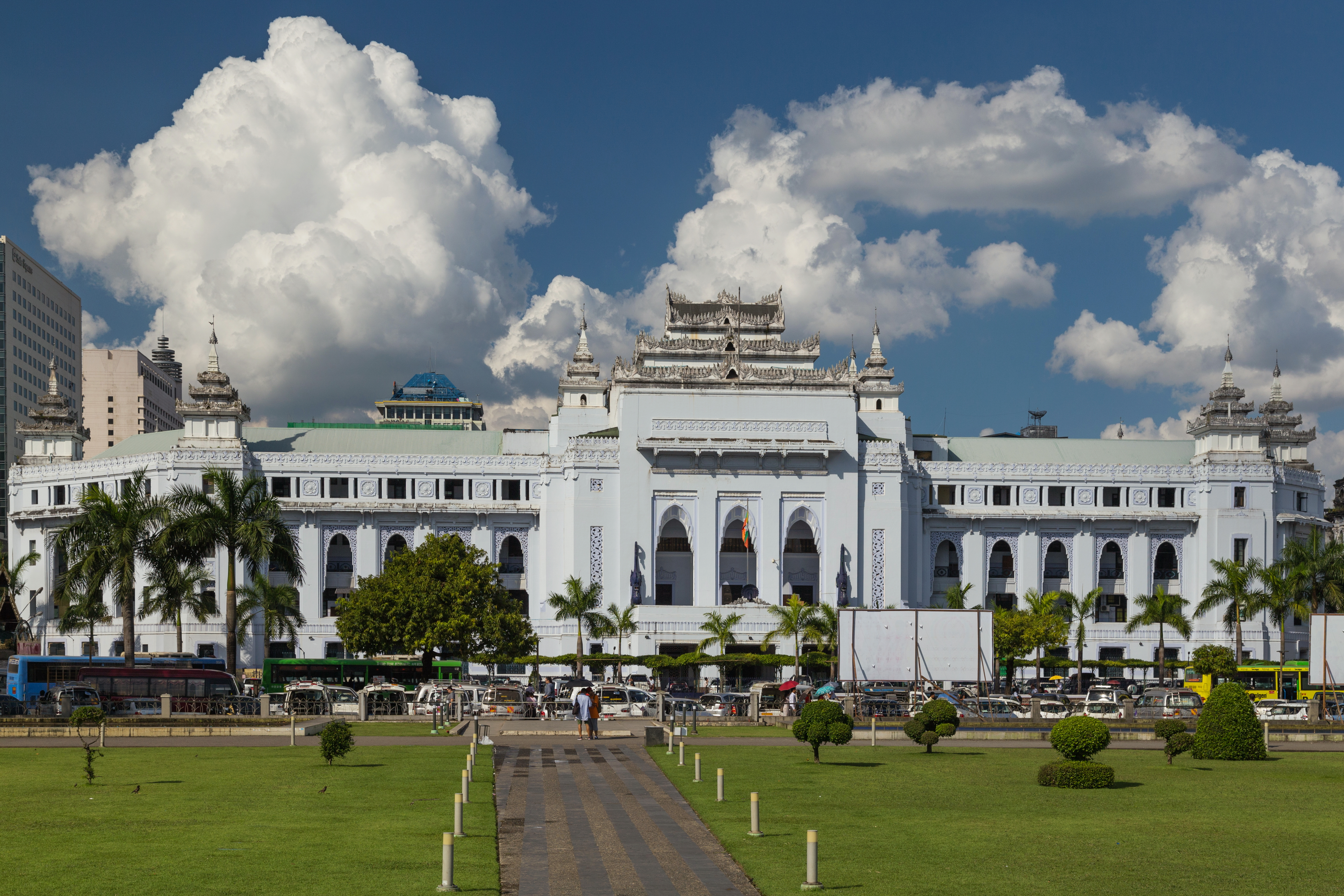
Tòa thị chính Yangon

Tòa thị chính Yangon (tiếng Miến Điện: ရန်ကုန်မြို့တော်ခန်းမ; YCH) là tòa thị chính của Yangon, thành phố lớn nhất Myanmar, và là trụ sở của cơ quan hành chính Ủy ban Phát triển Thành phố Yangon (YCDC). Công trình này được coi là một ví dụ điển hình về kiến trúc đồng bộ của Miến Điện, nổi bật với những mái nhà theo tầng truyền thống được gọi là pyatthat, và do kiến trúc sư người Miến Điện U Tin thiết kế, đồng thời cũng là người đã có công thiết kế nên Nhà ga Trung tâm. Quá trình xây dựng bắt đầu vào năm 1926 và kết thúc vào năm 1936. Tòa thị chính nằm trên địa điểm cũ của Hội trường Ripon.
Tòa thị chính là tâm điểm của một số cuộc biểu tình chính trị lớn, bao gồm cuộc biểu tình của Ủy ban Hòa bình Nhân dân năm 1964 do Thakin Kodaw Hmaing ủng hộ, thu hút 200.000 người và sau đó bị chính quyền quân sự của Ne Win trấn áp. and the site of several bombings, including one in 2000, 2008, and 2009.
Nằm ở trung tâm thành phố Yangon, nó nằm cạnh một số địa danh quan trọng như Chùa Sule, Công viên Maha Bandula, Tòa án Tối cao và Bưu điện Chính.
Tòa nhà được liệt kê trong Danh sách Di sản Thành phố Yangon.

## Hình ảnh

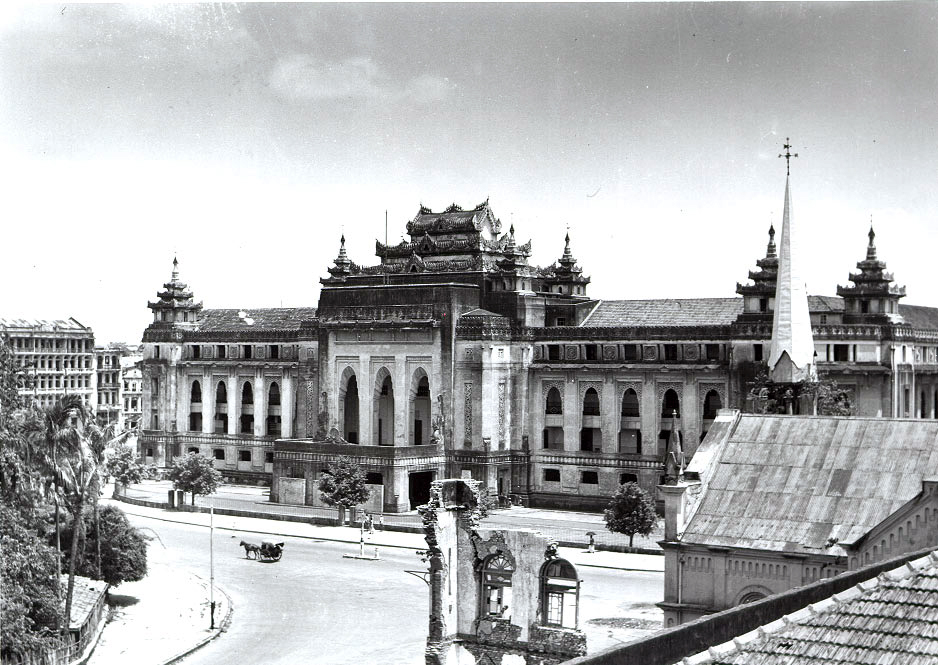
Tòa thị chính Yangon năm 1945, sau Thế chiến II
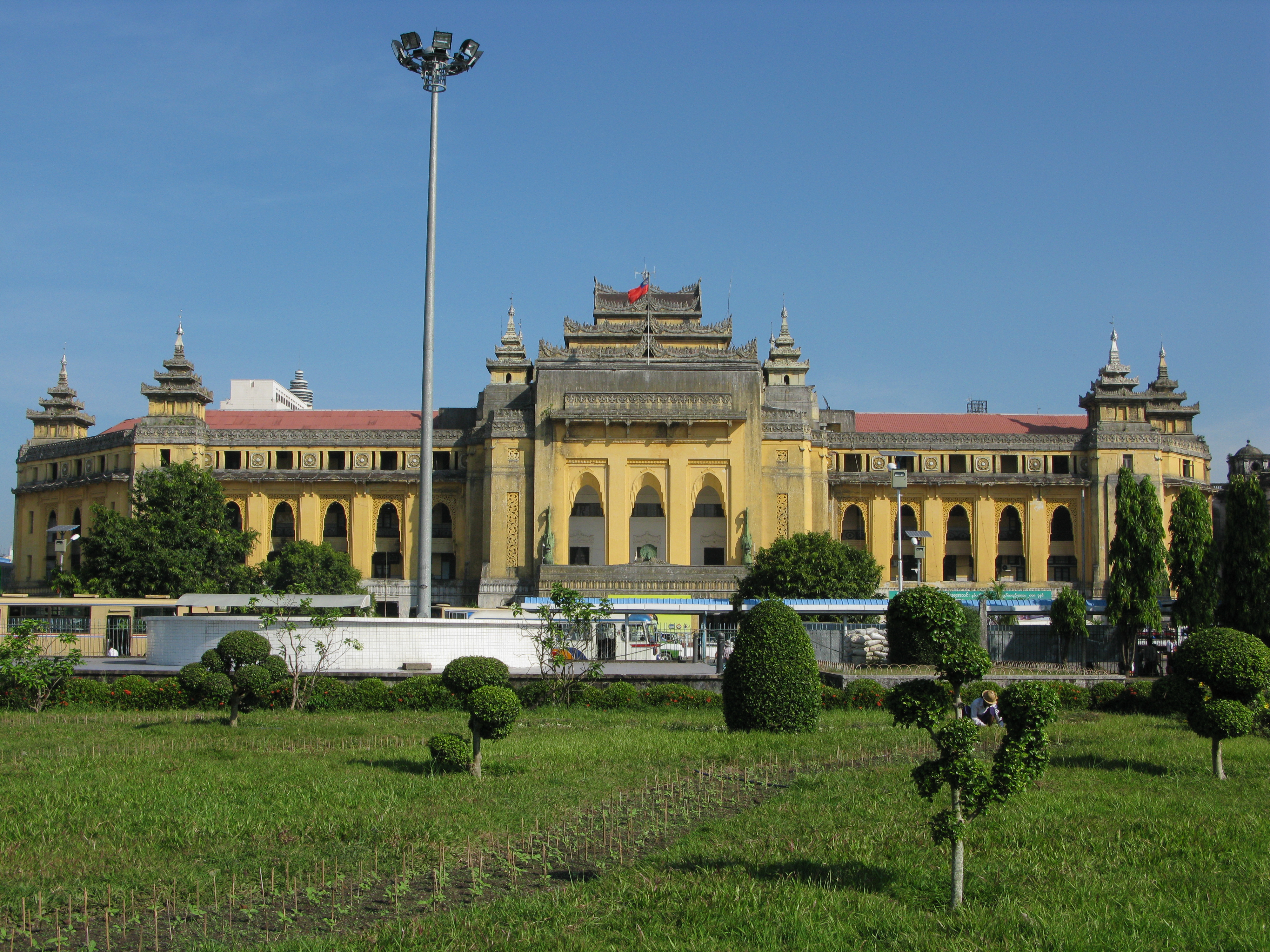
Tòa thị chính Yangon năm 2008
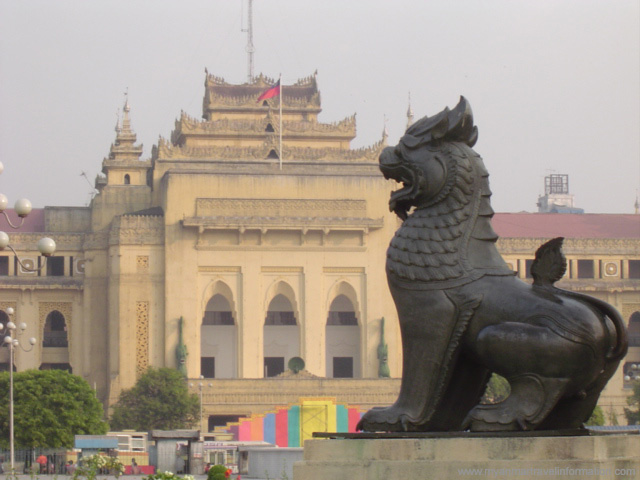
Tòa thị chính Yangon nhìn từ Công viên Maha Bandula
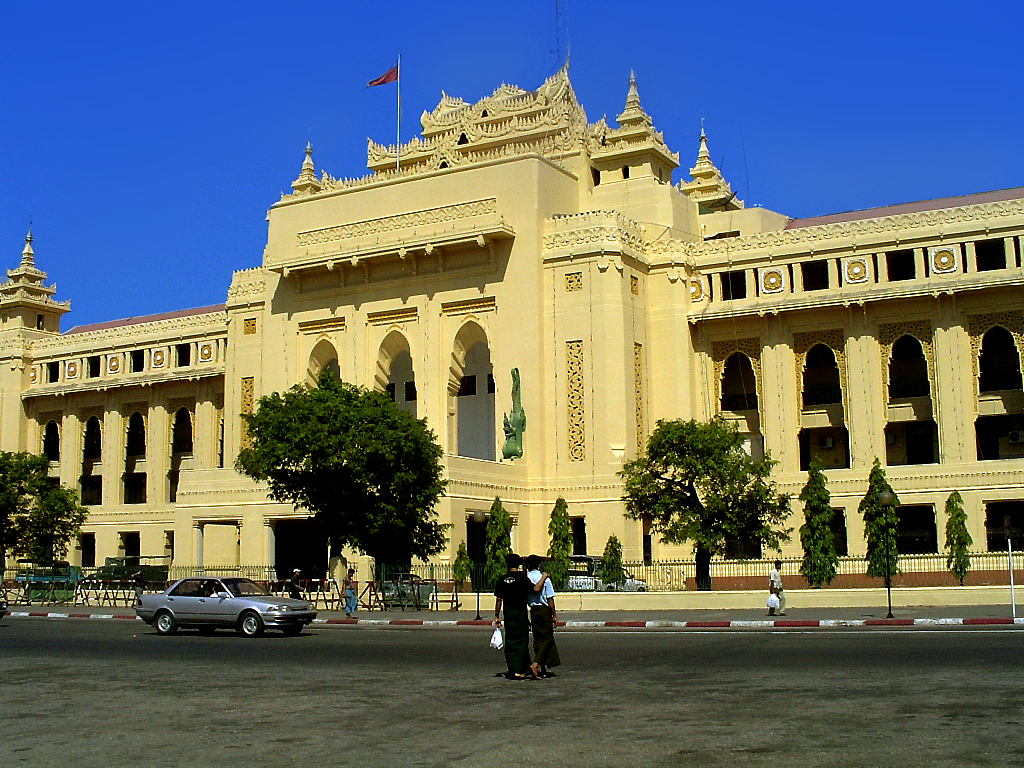
Tòa thị chính Yangon